# Modni nakit
Modni nakit je nakit izrađen kao dodatni ukras uz određene modne marke odjeće, a izraz se koristi i kako bi se označila razlika u odnosu na pravi fini nakit.

## Etimologija
Termin je u uporabu ušao početkom 20. stoljeća.

## Povijest
Modni nakit dio je kulture gotovo 300 godina. Tijekom 18. stoljeća draguljari su počeli izrađivati komade od jeftinog blještavog stakla koje su koristili umjesto skupocjenog dragog kamenja. U 19. stoljeću na tržište je stigao modni nakit izrađen od poludragocjenih materijala. Nakit izrađen od ovih materijala bio je jeftiniji, a ova pristupačnost dala je običnim ljudima priliku posjedovati modni nakit.
No, pravo zlatno doba za modni nakit započelo je sredinom 19. stoljeća. Nova srednja klasa željela je lijep, ali po cijeni pristupačan nakit. Potražnja za ovakvim nakitom podudarala se s dobom strojeva i industrijskom revolucijom. Revolucija je omogućila izradu pažljivo izvedenih replika cijenjenih komada.
Kako se klasna struktura u Americi mijenjala, tako su se mijenjale i mjere stvarnog bogatstva. Žene svih društvenih slojeva, pa čak i žene iz radničke klase, mogle su posjedovati barem mali komad nakita. Prosječna žena iz grada i sela mogla je nabaviti i nositi znatnu količinu ovog masovno proizvedenog nakita koji je istovremeno i pristupačan i moderan.
Sredinom 20. stoljeća modni je nakit postao popularan kod raznih dizajnera. Neka od najzapaženijih imena u modnom nakitu uključuju i najcjenjenije i najjeftinije marke: Crown Trifari, Dior, Chanel, Miriam Haskell, Monet, Napier, Corocraft, Coventry i Kim Craftsmen.
Značajan čimbenik u popularizaciji modnog nakita bio je holivudski film. Vodeće ženske zvijezde iz 40-ih i 1950-ih često su nosile, a zatim odobravale komade koji su proizveli različitih dizajnera. Ako se divite ogrlici koju je nosila Bette Davis u The Private Lives of Elizabeth, možete kupiti primjerak Joseffa iz Hollywooda, koji je napravio original. Zvijezde poput Vivian Leigh, Elizabeth Taylor i Jane Russell pojavile su se u oglasima za komade, a dostupnost kolekcija u trgovinama poput Woolworth-a omogućila je običnim ženama da posjeduju i nose takav nakit.
Coco Chanel uvelike je popularizirala uporabu modnog nakita u svojim godinama kao modna dizajnerica, oživljavajući modni nakit od pozlaćenog metala i umjetnih bisera. Kenneth Jay Lane od 1960-ih je poznat po stvaranju jedinstvenih komada za Jackie Onassis, Elizabeth Taylor, Diana Vreeland i Audrey Hepburn. Vjerojatno je najpoznatiji po svojoj umjetnoj bisernoj ogrlici od tri niza koju je nosila Barbara Bush.
U mnogim slučajevima, modni nakit vrhunskog doba postigao je "kolekcionarski" status koji s vremenom dakako raste. Danas postoji značajno sekundarno tržište vintage modnog nakita. Glavno tržište prikupljanja je za "potpisane komade", odnosno komade koji imaju proizvođačevu marku, obično utisnutu na poleđini. Među najtraženijim su Miriam Haskell, Coro, Butler i Wilson, Crown Trifari i Sphinx. Međutim, postoji i potražnja za kvalitetnim 'nepotpisanim' komadima, pogotovo ako su neobičnog dizajna.

## Komponente
Modni je nakit izvorno označavao nakit izrađen od jeftinih materijala i imitacija dragog kamenja od stakla ili plastike, metalni su dijelovi u pravilu bili od tvrdog kositra, mjedi, niklovog srebra ili rjeđe srebra.

## Art Deco razdoblje (1920. – 1930.)
Art Deco pokret bio je pokušaj da se kombinira grubost masovne proizvodnje s osjetljivošću umjetnosti i dizajna. U tom je razdoblju Coco Chanel uvela modni nakit kako bi dopunila neke svoje komade odjeće. Pokret Art Deco nestao je s početkom Velike depresije i izbijanjem Drugog svjetskog rata.
Prema Schifferu, neke od karakteristika modnog nakita u razdoblju Art Deco-a bile su:
- Slobodno tekuće krivulje secesije zamijenjene su oštro geometrijskom i simetričnom temom
- Dugi privjesci, narukvice od više narukvica, koktel prstenovi i složene dodatne opreme, poput kutija za cigarete i držača cigareta tj cigaršpice

## Retro razdoblje (1935. – 1950.)
U razdoblju Retro, dizajneri su se borili s dilemom umjetnosti nasuprot masovnoj proizvodnji. Prirodni materijali spojeni su s plastikom. Retro razdoblje je ponajprije obuhvaćalo nakit američke izrade koji ima izražen američki izgled. Ratom u Europi mnoge su europske tvrtke za nakit bile prisiljene prestati s radom. Mnogi su se europski dizajneri iselili u SAD nakon oporavka ekonomije.
Prema Schifferu, neke od karakteristika kostimografskog nakita u razdoblju Retroa bile su:
- Glamur, elegancija i sofisticiranost
- Dizajni cvijeća, lukova i sunčanja sve s holivudskim prizvukom
- Mjesečev kamen, konjski motivi, vojni utjecaj i balerine
- Bakelit i drugi plastični nakit

## Umjetnost modernog razdoblja (1945. – 1960.)
U razdoblju moderne umjetnosti nakon Drugog svjetskog rata dizajniranje nakita postalo je tradicionalnije. Veliki, odvažni oblici razdoblja Retroa zamijenjeni su prilagođenijim stilovima 1950-ih i 1960-ih.
Prema Schifferu, neke od karakteristika modnog nakita u tom dobu:
- Hrabar, raskošan nakit
- Velike, grube narukvice, narukvice sa šarmom, žad/opal, narukvice sa šarmom, citrin, topaz
- Igle za pudlice, privjesci za božićno drvce i drugi božićni nakit

dijamanati
- Dolaskom ovog razdoblja stigao je i "Nakit za tijelo". Carl Schimel iz Kim Craftsmen bio je na čelu ovog stila. Dok su se Kim Craftsmen zatvorili početkom devedesetih, mnogi kolekcionari još uvijek traže ove komade na sajmovima antikviteta i buvljacima.